# Transnordestina
Transnordestina es un ferrocarril que va unir al Puerto de Suape, en Recife, con la Terminal Portuaria de Pecém en Fortaleza, cruzando prácticamente todo el territorio del Estado de Pernambuco.

## Cronología
- 1954: se autoriza durante el Encuentro de Salgueiro (evento de creación de la Sudene) la construcción de un primer trecho de Serra Talhada-Salgueiro, que iba a seguir hasta Ceará - proyecto datado en el siglo XIX. A pesar de la autorización, nada se hizo.

- 1987: el Ministerio de Transportes presenta otro proyecto de Transnordestina, donde se construirían varias secciones en el interior del Estado, además de recuperar 1.635 km de ferrocarriles. La inversión anunciada era de casi mil millones de dólares (US$ 951,3 millones). Nada se hizo.

- 1991: profesionales de la "Red Ferroviaria Federal" y del Departamento Nacional de Transportes Ferroviarios van a Petrolina, a inspecionar la primera etapa de Transnordestina, "iniciada" en 1990 (trecho Petrolina-Salgueiro). Surgen denuncias de sobrefacturaciones en las contrataciones, y el gobierno federal inmediatamente suspende la construcción, sin que a ese momento se hubiera construido sección alguna de vía férrea, ni la prometida recuperación de 637 km del trecho Salgueiro-Puerto de Suape.

- 1998: durante la ola de las privatizaciones del gobierno de Fernando Henrique Cardoso, la Transnordestina no escapó, pasando a ser controlada hasta hoy por la Compañía Ferroviaria del Nordeste, CFN.

- Datos: Q10384182
- Multimedia: Transnordestina / Q10384182